# نادي باهيا دي فيرا
نادي باهيا دي فيرا لكرة القدم (بالبرتغالية: Associaç?o Desportiva Bahia de Feira‏) ، هو نادي كرة قدم برازيلي، أسس سنة 1937 م.

## وصلات خارجية
- الموقع الرسمي

لم يتم العثور على روابط لمواقع التواصل الاجتماعي.